# بی (زبان برنامه‌نویسی)
بی (به انگلیسی: B programming language) یک زبان برنامه‌نویسی بود که در آزمایشگاه‌های بل نوشته شد. بی یک زبان منسوخ شده‌است و زبان سی جایگزین آن شده‌است. این زبان بیشتر توسط کن تامسون و با همکاری دنیس ریچی نوشته شد و  اولین بار در حوالی سال ۱۹۶۹ پدیدار شد.